# Rodrigo Bruni
Pour les articles homonymes, voir Bruni.
Pas d'image ? Cliquez ici

a Compétitions nationales et continentales officielles uniquement.

b Matchs officiels uniquement.
Dernière mise à jour le 9 juillet 2024.
Rodrigo Bruni, né le 3 septembre 1993 à Tandil (Argentine), est un joueur de rugby à XV international argentin évoluant aux postes de troisième ligne centre ou de troisième ligne aile au sein de l'Aviron bayonnais en Top 14.

## Carrière

### En club
Rodrigo Bruni commence sa carrière dans sa ville natale de Tandil, avec le club amateur du Uncas Rugby Club (es) qui dispute le Torneo del Pampeano B. En 2014, afin de jouer à plus haut niveau, il décide de rejoindre le Club San Luis de La Plata, évoluant dans le Tournoi de l'URBA et en Nacional de Clubes.
En 2018, il est retenu dans le groupe élargi de la franchise des Jaguares qui évolue en Super Rugby. Il ne dispute aucune rencontre, mais il est tout de même conservé dans l'effectif pour la saison 2019 de Super Rugby. Il fait ses débuts en Super Rugby le 16 février 2019 contre les Lions,. 
En décembre 2020, après l'exclusion des Jaguares du Super Rugby, il rejoint le RC Vannes en Pro D2. Il joue son premier match avec sa nouvelle équipe le 24 janvier 2021 contre Béziers.
Après une saison et demie en Bretagne, il signe un contrat de deux ans avec le CA Brive à compter de la saison 2022-2023 de Top 14,. Après avoir manqué le début de saison à cause de sa participation au Rugby Championship avec sa sélection, puis en raison d'une blessure au pied, il joue osn premier match avec le CAB qu'en mars 2023. Il ne joue finalement que sept rencontres avec le club briviste, avant de le quitter au terme de sa première saison à la suite de sa relégation en Pro D2.
Peu après son départ de Brive, il s'engage pour deux saisons avec l'Aviron bayonnais en Top 14.

### En équipe nationale
Rodrigo Bruni a joué avec l'équipe nationale réserve d'Argentine (Argentine XV) à partir de 2017, disputant la Coupe des nations, l'Americas Rugby Championship et le Pacific Challenge.
Il est sélectionné pour la première fois avec l'équipe d'Argentine en août 2018. Il obtient sa première cape internationale, en tant que remplaçant, le 10 novembre 2018 à l'occasion d'un test-match contre l'équipe d'Irlande à Dublin. Il connait sa première titularisation deux semaines plus tard contre l'équipe d'Écosse.
En 2019, malgré son inexpérience (3 sélections) et sa non participation au Rugby Championship 2019, il est préféré à Facundo Isa dans le groupe de 31 joueurs sélectionné par Mario Ledesma pour la Coupe du monde au Japon,. Il dispute une rencontre lors de la compétition, contre les États-Unis.
Le 14 novembre 2020, il est titulaire lors de la victoire historique face à la Nouvelle-Zélande à Parramatta,.
En 2023, il est retenu pour participer au Rugby Championship et pour préparer la Coupe du monde. Le 8 août 2023, il est annoncé au sein du groupe final de 33 joueurs retenu pour disputer le mondial en France. Il joue cinq matchs lors du tournoi, tous en tant que remplaçant.

## Palmarès

### En club
- Finaliste du Super Rugby en 2019 avec les Jaguares.

## Statistiques
Au 9 juillet 2024, Rodrigo Bruni compte 26 capes en équipe d'Argentine, dont 15 en tant que titulaire, depuis le 10 novembre 2018 contre l'équipe d'Irlande à Dublin.
Il participe à quatre éditions du Rugby Championship, en 2020, 2021, 2022 et 2023. Il dispute douze rencontres dans cette compétition.